# قلعه زینل‌آباد
قلعه زینل آباد مربوط به دوره تیموریان است و در شهرستان نهبندان، روستای زینل آباد واقع شده و این اثر در تاریخ ۱۰ مهر ۱۳۸۰ با شمارهٔ ثبت ۳۹۷۸ به‌عنوان یکی از آثار ملی ایران به ثبت رسیده است.
قلعه زینل نام قلعه‌ای تاریخی در جنوب روستای الیاس آباد چمکلان، از توابع شهرستان دره شهر در استان ایلام است. این روستا با مرکز شهرستان ۱۵ کیلومتر فاصله دارد و رود سیکان از غرب آن می‌گذرد. ارتفاعات عظیم کبیر کوه بخش جنوب غربی و رودخانه سیمره مرز طبیعی شرقی چمکلان را تشکیل می‌دهد. قلعه زینل در حد فاصل‌این پدیده‌های شاخص جغرافیایی‌ایجاد شده است. محدوده اثر تپه ماهوری است و فرسایش طبیعی آب نقش مهمی در توپوگرافی منطقه داشته است. قلعه زینل همانند دیگر قلاع محدوده زاگرس بر روی تپه‌ای نسبتاً بلند ساخته شده است. این تپه باستانی نسبت به زمین‌های اطراف حدود چهار متر ارتفاع دارد و شواهد روی تپه نشان می‌دهد تپه باستانی است و قدمت لایه‌های آن، دوره قدیمی تری را نشان می‌دهد.

## شرح اثر
بنای باقیمانده به نام قلعه زبیده معروف است. به گفته اهالی محل، چون املاک پیرامونی در سال ۱۳۱۴ به‌وسیله شخصی به نام زبیده ثبت شده است لذا به‌این نام معروف گشته است. قلعه فعلی یک بنای دوره اسلامی متاخر است که در دوره صفویه ساخته شده و در دوره‌های بعد مورد استفاده حاکمان محلی قرار گرفته است. بنا در دوره قاجار به دستور زینل حاکم محلی بازسازی شده است. دژ قلعه به ابعاد ۳۲×۳۰ متر اندازه‌گیری شده است. ارتفاع دیوار خارجی دژ قلعه زینل به‌طور میانگین ۳٫۱۰ متر است. مصالح بکار رفته در بنای قلعه سنگ و گچ می‌باشد که به‌وسیله کاه‌گل گل‌اندود شده است. ورودی قلعه در جبهه شمالی است و ۳٫۶۰ متر متراژ شده است. پی اتاق‌های متعددی در محدوده داخلی دژ دیده می‌شود که برای کشت محصولات کشاورزی تخریب شده است. یک حلقه چاه در حیاط مرکزی قلعه حفر شده که حدود هشت متر عمق داشته و منبع تأمین آب آشامیدنی ساکنان قلعه بوده است. در بخش‌های مختلف آثار حفاریهای غیرمجاز دیده می‌شود که مطالعه دقیق لایه‌های زیرین قلعه را با مشکل روبرو ساخته است. آثاری از مصالح سنگ و گچ در بخش‌های پیرامونی شامل آسیاب‌های دوقلو و قلعه دیگری به نام نقاره از گذشته به جای مانده است که به نظر می‌رسد از قدمت بیشتری برخوردار باشند. شواهد سطح اثر چون تکه سفالینه‌های خشن قرمز رنگ و تکه‌های خمره بزرگ نشان می‌دهد دراین مکان آثاری از دوران تاریخی و قرون اولیه اسلامی وجود داشته است.